# Tony Christie
Tony Christie (vlastním jménem Anthony Fitzgerald; * 25. dubna 1943, Conisbrough) je anglický hudebník, zpěvák a herec. Je nejznámější pro svou nahrávku „(Is This The Way To) Amarillo“. Žil mnoho let v Sheffieldu.

## Diskografie

### Singly
- 1971: "Las Vegas" (UK No. 21, SA #18)
- 1971: "I Did What I Did for Maria" (UK No. 2, IRE No. 2, AUS No. 3,[1] NZ No. 1, SA #2)
- 1971: "(Is This the Way to) Amarillo" (UK No. 18, IRE No. 3, AUS No. 10,[1] NZ No. 2, SA #6, USA #121 Billboard, USA #126 Cashbox) - vydána i v novém aranžmá v roce 1981.
- 1972: "Don't Go Down to Reno" (IRE No. 8, AUS No. 67,[1] NZ #8)
- 1973: "Avenues and Alleyways" (UK No. 37, NZ #4)
- 1974: "You Just Don't Have the Magic Anymore" (AUS No. 80[1])
- 1974: "A Lover's Question" (NZ #11)
- 1975: "Happy Birthday Baby" (AUS No. 15[1])
- 1976: "Drive Safely Darling" (UK No. 35, SA #8, AUS No. 93[1])
- 1976: "Queen of the Mardi Gras" (AUS No. 95[1])
- 1999: "Walk like a Panther" (All Seeing I feat. Tony Christie) (UK #10)
- 2005: "(Is This the Way to) Amarillo" (Tony Christie feat. Peter Kay) (UK No. 1, IRE #1)
- 2005: "Avenues and Alleyways" (Re-Issue) (UK #26)
- 2005: "Merry Xmas Everybody" (UK #49)
- 2006: "(Is This the Way to) The World Cup" (UK #8)

### Alba
- Tony Christie (1971) (Aus #42[1])
- With Loving Feeling (1973)
- It's Good To Be Me
- From America with Love
- Live
- I'm Not in Love
- Island in the Sun
- Live at the Festival "The Golden Orpheus '72" – Bulgaria (1972)
- Ladies Man
- Time And Tears
- Greatest Hits (1982) (Aus #39[1])
- As Long As I Have You
- Welcome to My Music (1991)
- Welcome to My Music 2 (1992)
- In Love Again (1993)
- Calypso And Rum (1994)
- This Is Your Day (1996)
- Time For Love (1998)
- The Greatest Hollywood Movie Songs (1999)
- Weihnachten mit Tony Christie (2001)
- Worldhits & Love-Songs (2002)
- Christmas With Christie (2005)
- Definitive Collection (2005)
- Simply in Love (2006)
- Made in Sheffield (2008)
- Now's the Time! (2011)
- Best Of – Die größten Hits aus 50 Jahren (2012)
- 50 Golden Greats (2016)